# Епархия Жешува
 Епархия Жешува  (лат. Dioecesis Rzeszoviensis) — епархия Римско-Католической церкви с центром в городе Жешув, Польша. Епархия Жешува входит в митрополию Пшемысля. Кафедральным собором епархии Жешува является Собор Святейшего Сердца Иисуса.

## История
25 марта 1992 года Римский папа Иоанн Павел II издал буллу Totus tuus Poloniae populus, которой учредил епархию Жешува, выделив её из архиепархии Пшемысля и епархии Тарнува.

## Ординарии епархии
- епископ Казимеж Гурный (25.03.1992 — 14.06.2013)
- епископ Jan Franciszek Wątroba[2] (14.06.2013 — по настоящее время)

## Источник
- Annuario Pontificio, Libreria Editrice Vaticana, Città del Vaticano, 2003, ISBN 88-209-7422-3
- Булла Totus Tuus Poloniae populus, AAS 84 (1992), стp. 1099  (лат.)